# Fasnia
Fasnia es un municipio de España, en la isla de Tenerife —Canarias, España—. La capital municipal se encuentra en el casco urbano de Fasnia, situado a 450 m s. n. m.

## Toponimia
El nombre del municipio proviene del de su capital administrativa, siendo un término de procedencia guanche que también aparece en la documentación histórica con la variante Fasnea.
En cuanto a su posible significado, el historiador Dominik Josef Wölfel lo relaciona con la voz bereber tafessena / tifesseniwin, 'escalón, peldaño de una escalera', opinión que también acepta el filólogo e historiador Ignacio Reyes.

## Geografía
Se extiende por el sector sureste de la isla, limitando con los municipios de Güímar, La Orotava y Arico.
Ocupa una superficie de 45,11 km², situándose en el puesto 16.º de la isla y en el 27.º de la provincia.
La capital municipal se encuentra a 450 m s. n. m., alcanzado el municipio su altitud máxima en la elevación denominada Montaña Abreu, en la cumbre central de la isla, a 2 402.8 m s. n. m.

### Orografía
La zona situada a mayor altitud, por encima de los 2 000 metros, presenta una topografía más llana, con materiales recientes como los del volcán de Fasnia. También se encuentra en esta zona la Montaña Abreu. El resto de la superficie se caracteriza por un relieve irregular y una importante pendiente que ha obligado a la construcción de bancales a la hora de realizar cultivos, así como por una extensa cobertura de pumitas. En la zona más baja, entre los barrancos del Morrito y de San Joaquín, se encuentra la Montaña de Fasnia, que alcanza los 403 metros de altitud sobre el nivel del mar.

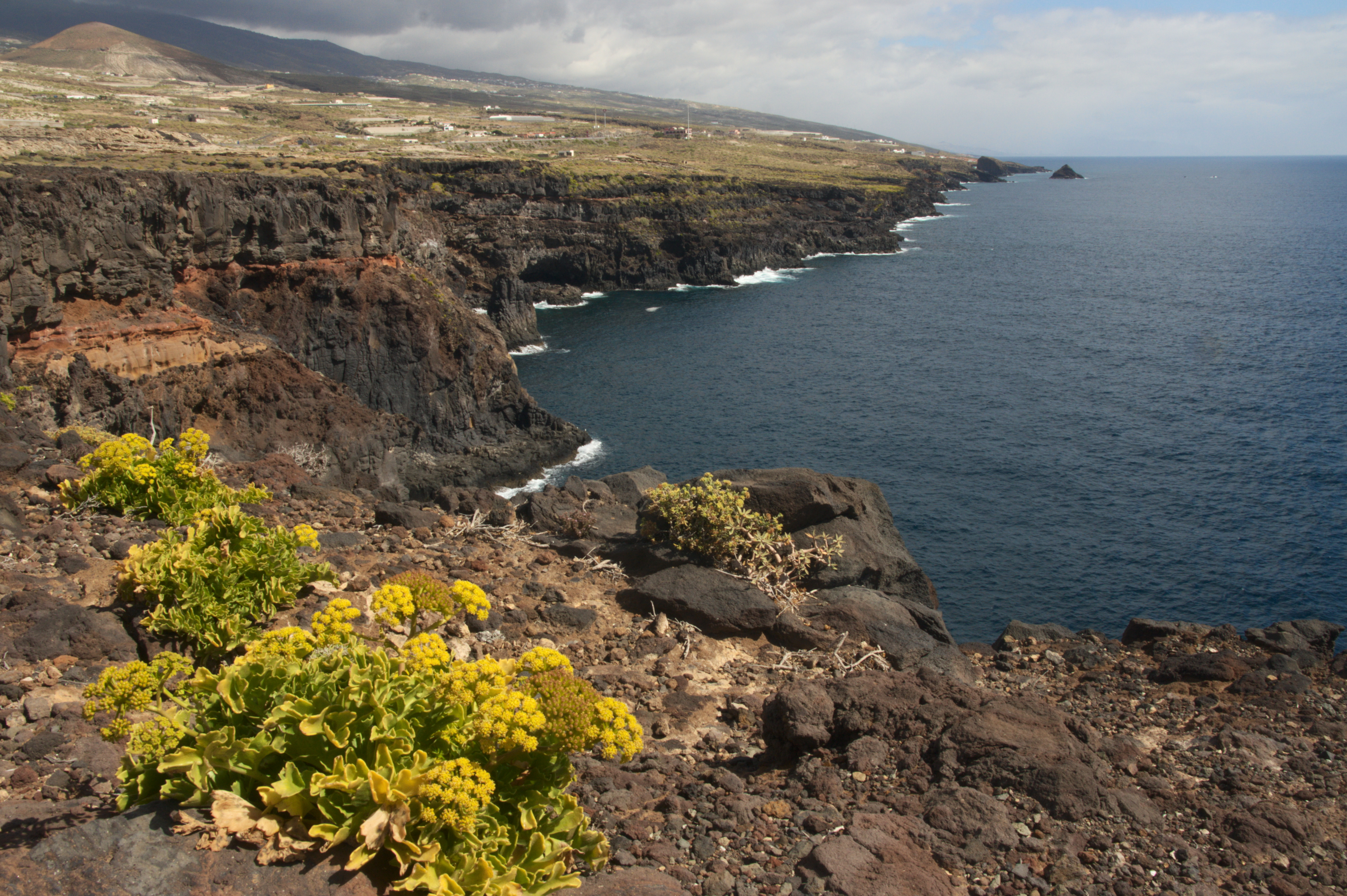
Acantilado de La Hondura, sitio de interés científico

La línea de costa está ocupada por un pequeño cantil, interrumpido en la desembocadura de los barrancos. Destaca en este litoral el Acantilado de La Hondura, declarado sitio de interés científico, y el Roque de Fuera. En esta costa se encuentran distintas puntas que desde el sur hasta el norte son las siguientes: Punta de la Marfea o Restinga, Punta de Honduras y Punta del Abrigo. En la zona más cercana a Güímar, se encuentra Laja Amarilla.

### Hidrografía
Fasnia se encuentra atravesada de cumbre a mar por numerosos barrancos, siendo los de mayor entidad el barranco de la Linde o de las Ceras —límite con Arico—, el barranco del Volcán o barranco Achacay, el barranco Tenaso o de San Joaquín, y el barranco de Herques —límite con Güímar—. Otros barrancos importantes son el de la Quebrada, el barranco de la Canal, el barranquillo del Guincho, el barranquillo Chapín y el barranquillo de la Salina.

### Clima
El mes más cálido es agosto, con una temperatura media de 22.1 °C, siendo el más frío enero, con 14.4 °C. La temperatura media anual es de 17.9 °C.
En cuanto a las precipitaciones, el municipio registra un promedio de 403 mm al año, siendo el mes más lluvioso diciembre con 81 mm.
| Parámetros climáticos promedio de Fasnia (1982-2012) | Parámetros climáticos promedio de Fasnia (1982-2012) | Parámetros climáticos promedio de Fasnia (1982-2012) | Parámetros climáticos promedio de Fasnia (1982-2012) | Parámetros climáticos promedio de Fasnia (1982-2012) | Parámetros climáticos promedio de Fasnia (1982-2012) | Parámetros climáticos promedio de Fasnia (1982-2012) | Parámetros climáticos promedio de Fasnia (1982-2012) | Parámetros climáticos promedio de Fasnia (1982-2012) | Parámetros climáticos promedio de Fasnia (1982-2012) | Parámetros climáticos promedio de Fasnia (1982-2012) | Parámetros climáticos promedio de Fasnia (1982-2012) | Parámetros climáticos promedio de Fasnia (1982-2012) | Parámetros climáticos promedio de Fasnia (1982-2012) |
| Mes                                                  | Ene.                                                 | Feb.                                                 | Mar.                                                 | Abr.                                                 | May.                                                 | Jun.                                                 | Jul.                                                 | Ago.                                                 | Sep.                                                 | Oct.                                                 | Nov.                                                 | Dic.                                                 | Anual                                                |
| ---------------------------------------------------- | ---------------------------------------------------- | ---------------------------------------------------- | ---------------------------------------------------- | ---------------------------------------------------- | ---------------------------------------------------- | ---------------------------------------------------- | ---------------------------------------------------- | ---------------------------------------------------- | ---------------------------------------------------- | ---------------------------------------------------- | ---------------------------------------------------- | ---------------------------------------------------- | ---------------------------------------------------- |
| Temp. máx. media (°C)                                | 17.5                                                 | 17.8                                                 | 19.1                                                 | 19.7                                                 | 20.8                                                 | 22.8                                                 | 25.4                                                 | 26.5                                                 | 25.2                                                 | 23.5                                                 | 20.5                                                 | 18.4                                                 | 21.4                                                 |
| Temp. media (°C)                                     | 14.4                                                 | 14.7                                                 | 15.6                                                 | 16.1                                                 | 17.1                                                 | 19.1                                                 | 21.4                                                 | 22.1                                                 | 21.5                                                 | 19.9                                                 | 17.4                                                 | 15.3                                                 | 17.9                                                 |
| Temp. mín. media (°C)                                | 11.4                                                 | 11.6                                                 | 12.1                                                 | 12.5                                                 | 13.5                                                 | 15.4                                                 | 17.4                                                 | 17.8                                                 | 17.9                                                 | 16.4                                                 | 14.4                                                 | 12.3                                                 | 14.4                                                 |
| Precipitación total (mm)                             | 62                                                   | 49                                                   | 45                                                   | 23                                                   | 11                                                   | 4                                                    | 1                                                    | 2                                                    | 9                                                    | 41                                                   | 75                                                   | 81                                                   | 403                                                  |
| Fuente: Climate-data.org                             |                                                      |                                                      |                                                      |                                                      |                                                      |                                                      |                                                      |                                                      |                                                      |                                                      |                                                      |                                                      |                                                      |

### Espacios protegidos

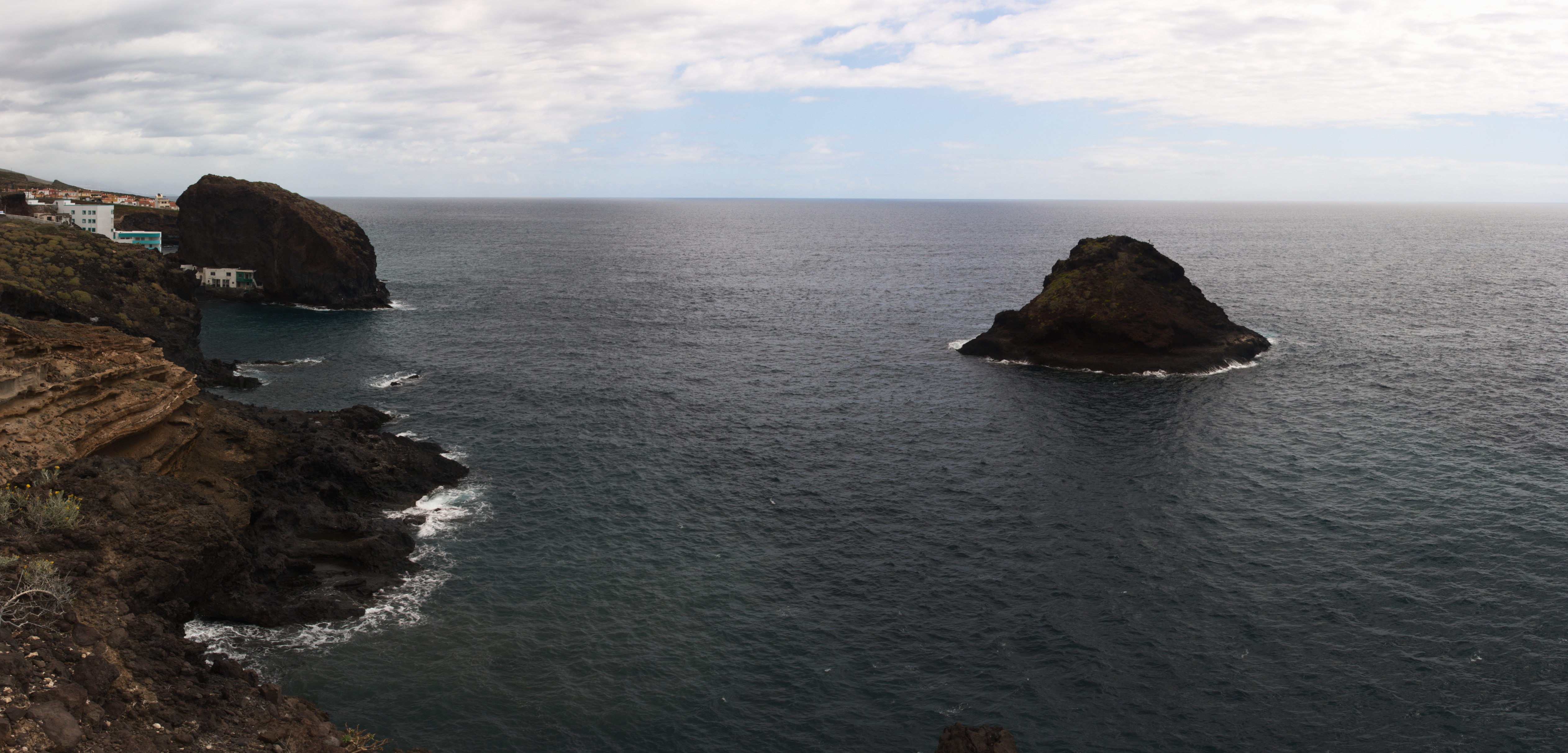
Los Roques de Fasnia

El municipio cuenta con los espacios naturales protegidos monumento natural del Barranco de Fasnia y Güímar y el sitio de interés científico de los Acantilados de La Hondura. Además posee parte del parque nacional del Teide y del parque natural de la Corona Forestal.

## Historia

### Etapa guanche: antes del sigloxv
El territorio donde se asienta el municipio se encuentra habitado desde época guanche, habiendo pertenecido al reino o menceyato de Abona. La zona próxima al casco urbano era de los lugares del menceyato que más población concentraba.

### Conquista y colonización europeas: siglosxvyxvi
Desde comienzos del siglo xvi, los territorios de Fasnia, Güímar, Arafo y Candelaria formaron una comarca con alcalde real. La capital de dicha comarca estuvo en origen en Candelaria, pasando luego a Güímar en 1630.

### Antiguo Régimen: siglosxviiyxviii

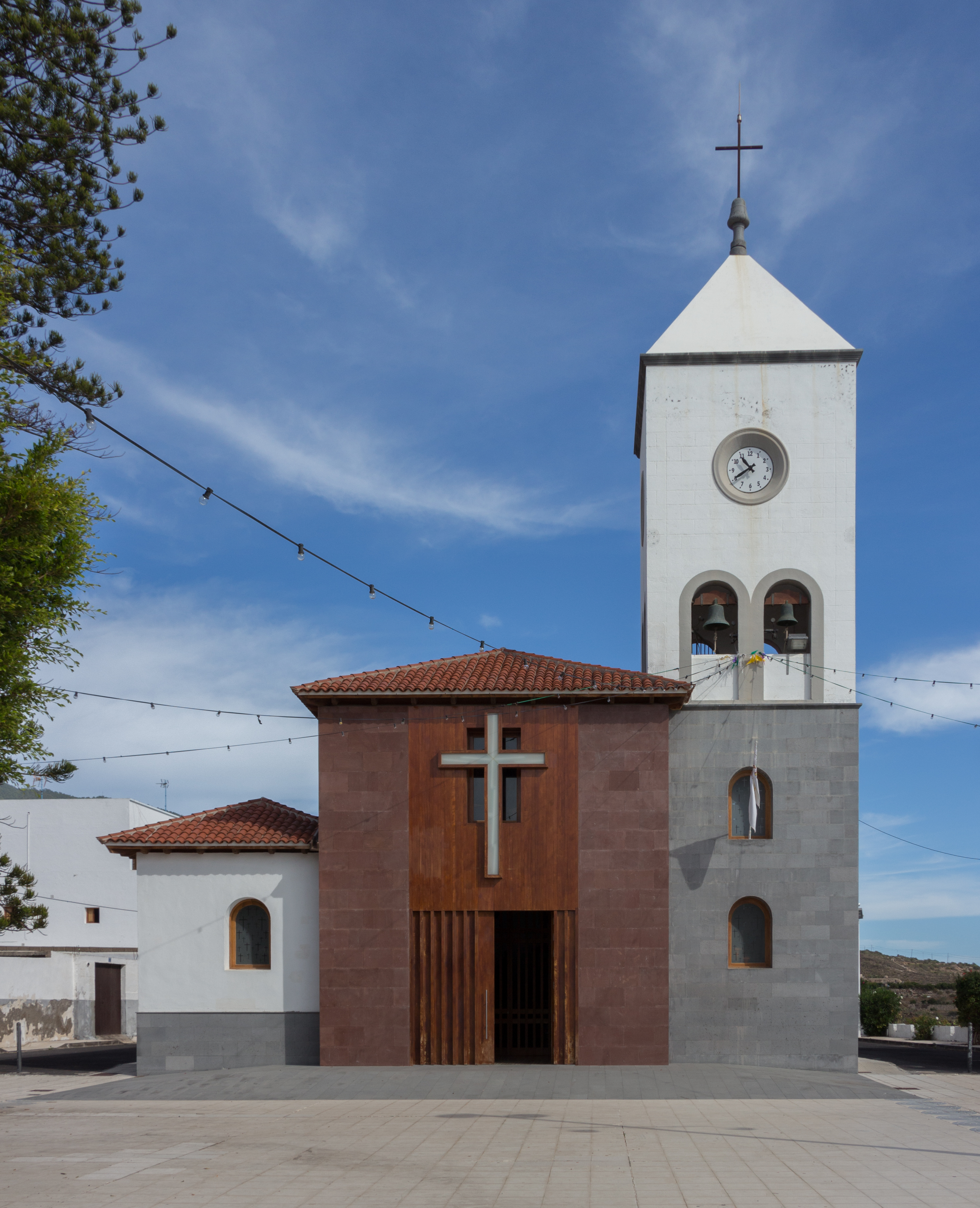
Iglesia de San Joaquín

En 1723, Fasnia es anexionada en lo religioso y civil a Arico. Finalmente, en 1795 se segregó de esta última localidad, quedando el término de Fasnia reducido a sus límites modernos.
En 1796, la ermita de San Joaquín adquiere la categoría de parroquia.
Historia de la imagen de San Joaquín
Se cuentan historias diversas sobre la aparición del patrón de la parroquia, San Joaquín, que fue cambiado por un animal, tal vez por una cría de cabra o baifo. Su imagen fue colocada en una cueva, siendo trasladada más tarde a la iglesia vieja.[cita requerida]

### Etapa moderna: siglosxixyxx
Pascual Madoz, en su Diccionario, dice de Fasnia a mediados del siglo xix:

FASNIA ó FASNEA: lugar con ayuntamiento (…) en la isla y diócesis de Tenerife, partido judicial y administración de rentas de Santa Cruz de Tenerife (8 leguas), SITUADO en terreno montuoso con libre ventilación y buen CLIMA. Consta de unas 300 CASAS siendo una tercera parte cuevas abiertas á pico, y una iglesia de una nave dependiente del curato de Güímar. Confina su TÉRMINO al N. con el barranco de Herque, jurisdicción de Güímar; al E. con el mar; al S. con el barranco de Cano, punto divisorio de este término y el de Arico, y O. con las cumbres altas que dividen este término con el de Orotava; en él se encuentran los pagos de la Zarza, de Sombrera y Sabinalta. El TERRENO en su mayor parte es montuoso, de cuya circunstancia participan los CAMINOS que conducen á los pueblos y pagos circunvecinos. INDUSTRIA: se elaboran tejidos de lienzos para diferentes usos, y en menos porción otros de lana, PRODUCTOS: trigo, cebada, papas, vino, higos, cochinilla, miel y cera; hay ganado vacuno y lanar de ovejas, POBLACIÓN: 350 vecinos, 1.600 almas...
Pascual Madoz, 1849.

Los habitantes del municipio se han caracterizado por su lucha contra la aridez de la tierra, hasta que en 1934 Juan González Cruz logró encontrar agua, iniciándose así la perforación de galerías que permite desviar agua hacia otros municipios.[cita requerida]

## Demografía
Fasnia cuenta con una población de 3066 habitantes (INE 2024).
| Gráfica de evolución demográfica de Fasnia entre 1842 y 2021                                                        |
| |
| Población de derecho según los censos de población del INE Población de hecho según los censos de población del INE |

A 1 de enero de 2020 Fasnia tenía un total de 2 818 habitantes, ocupando el penúltimo puesto en número de habitantes de la isla de Tenerife y el 43.º de la provincia de Santa Cruz de Tenerife, así como el 74.º de la comunidad autónoma de Canarias.
La población relativa era de 62,47 hab./km².
Por sexos contaba con 1 475 hombres y 1 343 mujeres.
Del análisis de la pirámide de población se deduce que:
- La población comprendida entre 0 y 14 años era el 10 % (295 personas) del total;
- la población entre 15 y 64 años se correspondía con el 66 % (1 855 pers.);
- y la población mayor de 65 años era el 24 % (668 pers.) restante.

En cuanto al lugar de nacimiento, el 83 % de los habitantes del municipio (2 341 personas) eran nacidos en Canarias, de los cuales el 53 % (1 233 pers.) había nacido en otro municipio de la isla, el 44 % (1 020 pers.) en el propio municipio y un 4 % (88 pers.) procedía de otra isla del archipiélago. El resto de la población la componía un 4 % (106 pers.) de nacidos en el resto de España y un 13 % (371 pers.) de nacidos en el Extranjero, principalmente en Venezuela.
| Entidad singular           | Habitantes |
| -------------------------- | ---------- |
| Cruz del Roque             | 254        |
| Fasnia (capital municipal) | 1307       |
| La Sombrera                | 166        |
| La Zarza                   | 406        |
| Las Eras                   | 325        |
| Los Roques                 | 236        |
| Sabina Alta                | 124        |
| Total                      | 2818       |

## Economía
En el pasado en la economía del municipio tuvo un gran peso la agricultura, con cultivos de viña, flores, papas y tomates. Actualmente esta práctica está abandonada en su gran mayoría y es testimonial. Cuenta con un número reducido de explotaciones agrícolas profesionales. 
Otras actividades económicas que se dan en el municipio son el comercio, la hostelería y la ganadería. Estas actividades también tienen un peso relativamente pequeño en el desarrollo del municipio. 
La mayor parte de los habitantes de Fasnia que se encuentran trabajando, lo hacen en centros de trabajo ubicados en otros municipio de la isla, principalmente en el área metropolitana de Tenerife Sur o en la área metropolitana de Santa Cruz de Tenerife, por tanto, Fasnia se podría considerar un pueblo dormitorio.

## Símbolos

### Escudo
El escudo municipal fue aprobado por Decreto del Consejo de Ministros de 25 de octubre de 1968. Posee la siguiente descripción heráldica:
«Escudo cortado. Primero, de plata, dos rocas en su color sobre ondas de azur y plata. Segundo, de azur, tres haces de oro bien ordenados. Al timbre, corona real abierta.»
Las rocas representan las que existen en el litoral del municipio, conocidas como Los Roques de Fasnia. Los tres haces simbolizan los tres núcleos de población y su tradicional cultivo de cereales.

### Bandera
La bandera fue aprobada por el Gobierno de Canarias el 17 de junio de 1998.

Paño rectangular, de seda, tafetán, raso, lanilla o fibra sintética, según los casos, cuya longitud en vez y media mayor que su ancho; compuesto por dos franjas horizontales de igual tamaño; de color rojo la superior -como recuerdo de las erupciones iniciadas el 5 de enero de 1705, cuya corriente lávica originó los volcanes de la Montaña Negra-, y de color azul cielo la inferior -en memoria del brote de las aguas del monte, origen de las comunidades del Chifira y de la Gambueza, y del progreso de la agricultura del Municipio. Si la bandera ostentara escudo, éste deberá colocarse en el centro del paño de la misma, preferentemente con ambas caras.

## Administración y política

### Gobierno municipal
El municipio está regido por su Ayuntamiento, formado por once concejales.
| Periodo   | Nombre                       | Partido | Partido                                      |
| --------- | ---------------------------- | ------- | -------------------------------------------- |
| 1979-1979 | Manuel Oliva Pérez           |         | Agrupación Independiente de Fasnia (AIF)     |
| 1979-1983 | Joaquín Ramón González Díaz  |         | Agrupación Independiente de Fasnia (AIF)     |
| 1983-1985 | Manuel Oliva Pérez           |         | Coalición Popular (CP)                       |
| 1985-1987 | Agustín V. Díaz González     |         | Coalición Popular (CP)                       |
| 1987-1991 | Pedro Hernández Tejera       |         | Agrupación Independiente de Fasnia (AIF)     |
| 1991-1991 | Juan Pedro Pérez Pérez       |         | Centro Democrático y Social (CDS)            |
| 1991-1995 | Pedro Hernández Tejera       |         | Agrupación Independiente de Fasnia (AIF)     |
| 1995-1999 | Pedro Hernández Tejera       |         | Agrupación Tinerfeña de Independientes (ATI) |
| 1999-2011 | Pedro Hernández Tejera       |         | Coalición Canaria (CC)                       |
| 2011-2022 | Damián Pérez Viera           |         | Partido Socialista Obrero Español (PSOE)     |
| 2022-act. | Luis Javier González Delgado |         | Partido Socialista Obrero Español (PSOE)     |

En octubre de 1991 prospera una moción de censura contra el alcalde del CDS Juan Pedro Pérez Pérez.
| Partido político | Partido político                             | 1979   | 1983   | 1987   | 1991   | 1995   | 1999   | 2003   | 2007   | 2011   | 2015   | 2019   | 2023   |
| Partido político | Partido político                             | Ediles | Ediles | Ediles | Ediles | Ediles | Ediles | Ediles | Ediles | Ediles | Ediles | Ediles | Ediles |
|                  | Agrupación Independiente de Fasnia (AIF)     | 11     |        | 5      | 1      |        |        |        |        |        |        |        |        |
|                  | Agrupación Tinerfeña de Independientes (ATI) |        |        | 2      | 1      | 6      |        |        |        |        |        |        |        |
|                  | Ahora Canarias                               |        |        |        |        |        |        |        |        |        |        | 0      | 0      |
|                  | Centro Canario Nacionalista (CCN)            |        |        |        |        |        |        |        | 1      | 2      | 1      |        |        |
|                  | Centro Democrático y Social (CDS)            |        |        |        | 5      |        |        |        |        |        |        |        |        |
|                  | Ciudadanos (CS)                              |        |        |        |        |        |        |        |        |        |        | 0      |        |
|                  | Coalición Canaria (CC)                       |        |        |        |        |        | 7      | 7      | 6      | 3      | 2      | 4      | 3      |
|                  | Partido Drago Canarias                       |        |        |        |        |        |        |        |        |        |        |        | 0      |
|                  | Iniciativa Canaria Nacionalista (ICAN)       |        |        |        | 3      | 1      |        |        |        |        |        |        |        |
|                  | Izquierda Unida (IU)                         |        |        | 2      |        |        |        |        |        |        |        |        |        |
|                  | Partido Nacionalista Canario (PNC)           |        |        |        |        |        |        | 1      |        | CC     |        |        |        |
|                  | Alianza Popular (AP)-Partido Popular (PP)    |        | 6      |        | 0      | 0      | 0      | 0      | 1      | 0      |        | 0      |        |
|                  | Partido Socialista Obrero Español (PSOE)     |        | 5      | 2      | 1      | 4      | 4      | 3      | 3      | 6      | 8      | 7      | 8      |
|                  | Vox                                          |        |        |        |        |        |        |        |        |        |        |        | 0      |

### Organización territorial
El territorio municipal se incluye, en su mayor parte, en la Comarca del Sureste, mientras que su superficie incluida en el parque natural de la Corona Forestal forma parte de la Comarca del Macizo Central.
El municipio se divide siete en entidades de población:
| Entidad singular           | Superficie |
| -------------------------- | ---------- |
| Cruz del Roque             | 5,96 km²   |
| Fasnia (capital municipal) | 25,13 km²  |
| La Sombrera                | 2,49 km²   |
| La Zarza                   | 8,13 km²   |
| Las Eras                   | 0,98 km²   |
| Los Roques                 | 0,38 km²   |
| Sabina Alta                | 2,86 km²   |
| Total del municipio        | 45,11 km²  |

## Servicios

### Educación
El municipio cuenta con dos centros educativos: el Centro de Educación Obligatoria Guajara en el casco, donde se ofrecen tanto educación primaria como secundaria, y el centro de educación infantil y primaria La Zarza, que es un centro unitario.

### Sanidad
Fasnia posee consultorios médicos locales en el casco municipal y en el núcleo de La Zarza.

### Seguridad ciudadana
El municipio cuenta con los siguientes cuerpos policiales:
- Una comisaría de la policía local propia, situada en el edificio del ayuntamiento.
- Un puesto de la Guardia Civil, ubicado a las afueras del casco.[7][22]

### Transporte

#### Carreteras
Las principales vías de comunicación por las que se accede al municipio son la autopista del Sur TF-1 y la carretera General del Sur TF-28, existiendo además algunas carreteras secundarias que unen entre sí las diferentes entidades de población:
- TF-532 de Fasnia a La Sombrera por La Zarza
- TF-620 de Los Roques a Fasnia

#### Transporte público
El municipio cuenta con un servicio de transporte a la demanda, mediante microbuses, denominado Tuwawa —ofrecido por TITSA— que realiza funciones de transporte público dentro del municipio. Además, el municipio está conectado con otros puntos de la isla por autobús —guagua— mediante las siguientes líneas de TITSA:
| Línea | Trayecto                                                              | Recorrido     |
| ----- | --------------------------------------------------------------------- | ------------- |
| 032   | Güímar - Las Eras - La Sombrera                                       | Horario/Línea |
| 033   | Güímar - Fasnia - La Sombrera                                         | Horario/Línea |
| 034   | El Tablado - Granadilla de Abona (por Fasnia y Arico)                 | Horario/Línea |
| 035   | Güímar - Granadilla de Abona (por Fasnia y Arico)                     | Horario/Línea |
| 036   | Güímar - Granadilla de Abona (por TF-1 y Los Roques)                  | Horario/Línea |
| 039   | Güímar - Granadilla de Abona (por TF-1 y El Tablado)                  | Horario/Línea |
| 111   | Santa Cruz - Aeropuerto Sur - Los Cristianos - Costa Adeje            | Horario/Línea |
| 711   | Santa Cruz - Aeropuerto Sur - Los Cristianos - Costa Adeje (nocturno) | Horario/Línea |

#### Caminos
En el municipio se encuentran tramos de varios caminos:
- SL-TF 263 Camino Real El Escobonal - Fasnia
- Camino Las Eras - Los Roques
- Camino Ruta del Trillo
- Camino Viejo de la Sabina Alta a La Zarza
- Sendero Volcán de Fasnia
- Camino de El Cuchillo

Ningún camino está homologado por la Red de Senderos de Tenerife.

## Cultura

### Patrimonio

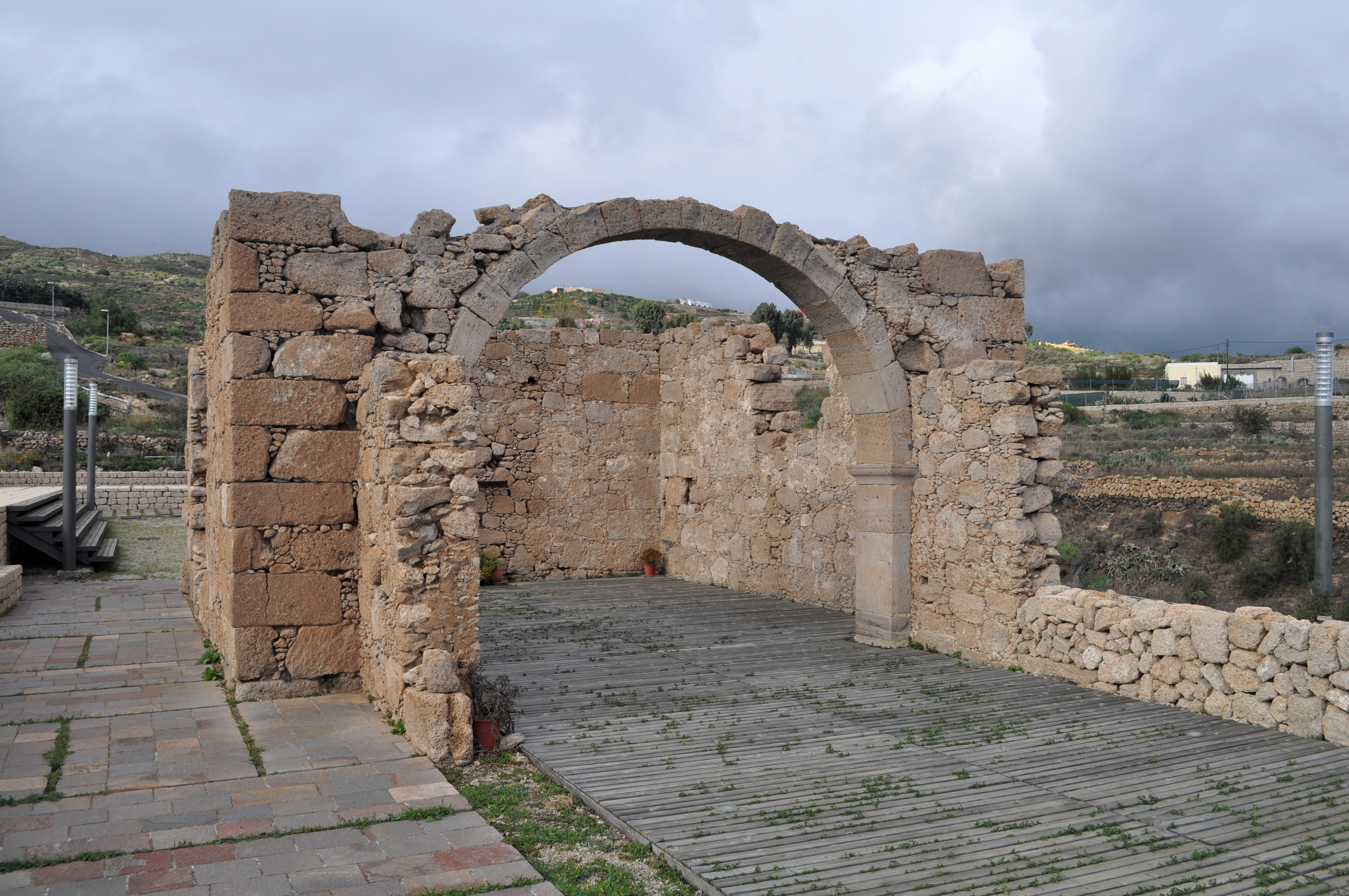
Ruinas de la iglesia Vieja

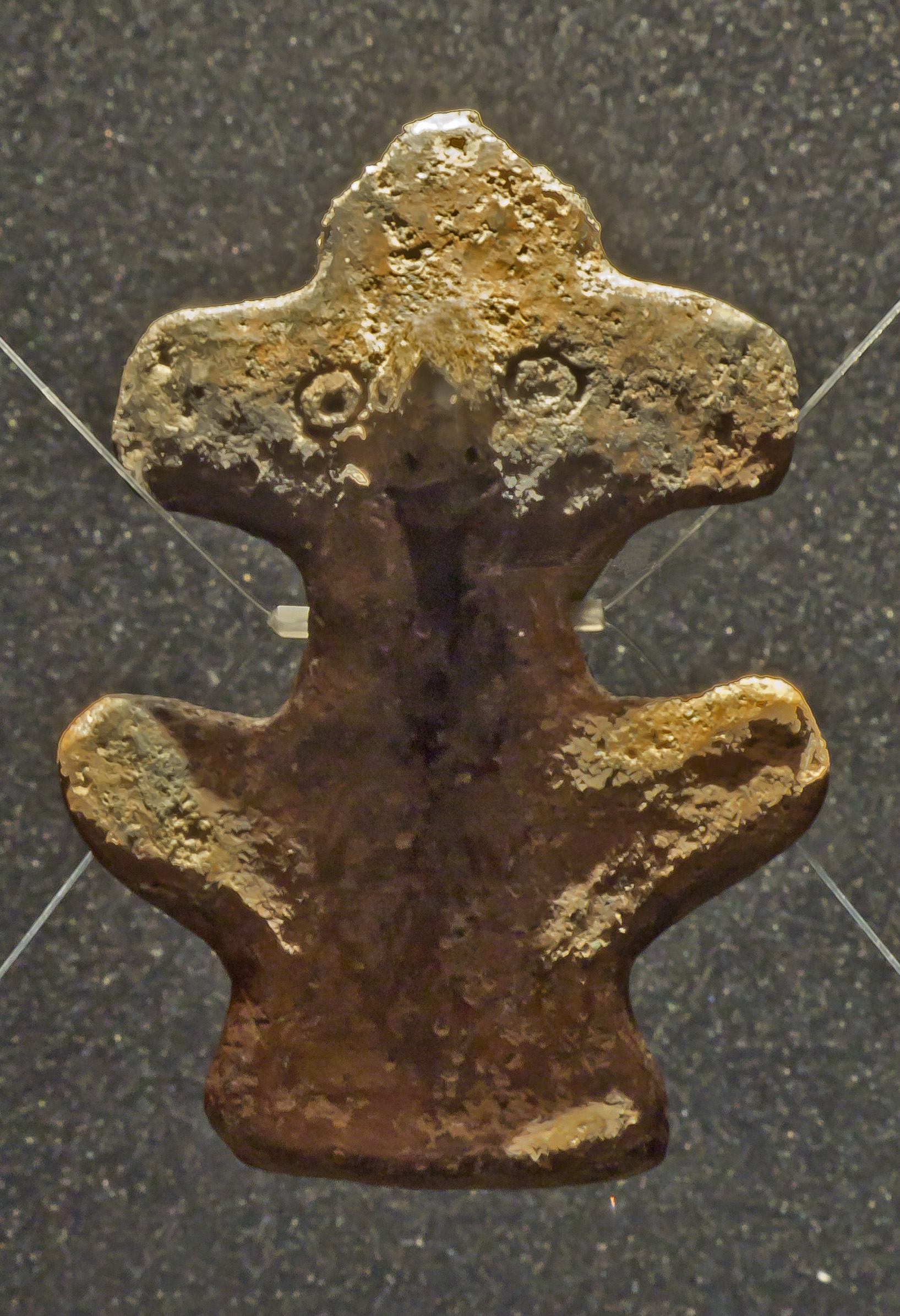
Idolillo guanche de Guatimac

El barranco de Herques es un lugar de interés arqueológico, pues en sus cuevas se han encontrado momias guanches y otros objetos como el conocido ídolo Guatimac, que se encuentra en el Museo Arqueológico del Puerto de la Cruz.
De su patrimonio arquitectónico-religioso destacan la ermita del Calvario y la de la Montaña de Fasnia; la iglesia de Ntra. Sra. del Carmen, en La Zarza, y las ruinas de la iglesia Vieja de Fasnia, ambas del siglo xvii. Asimismo, Fasnia posee un rico patrimonio arquitectónico de cuevas naturales y casas construidas con toba volcánica. Sobresale entre sus obras de ingeniería más emblemáticas el Camino Real, principal vía de comunicación con otros municipios de la isla durante siglos.

### Instalaciones culturales
El desarrollo de instalaciones culturales es un aspecto pendiente en el municipio. Existe un proyecto de rehabilitación y mejora del antiguo cine del casco municipal. 

### Fiestas
En Fasnia se celebran diversas fiestas, siendo días festivos locales el Martes de Carnaval y el 18 de agosto —festividad de San Joaquín—.
Las fiestas patronales en honor a San Joaquín se celebran en agosto, y las de la Virgen del Rosario en octubre. El resto del año se celebran otras festividades en los diferentes núcleos.

### Religión
La población creyente del municipio profesa mayoritariamente la religión católica, estando repartida la feligresía en dos parroquias: parroquia matriz de san Joaquín en el casco de Fasnia y la parroquia de la virgen del Carmen en La Zarza, ambas pertenecientes al arciprestazgo de Güímar de la diócesis de Tenerife.
Fasnia cuenta además con otros lugares de culto católico:
- Iglesia de la virgen del Carmen en Las Eras
- Ermita de la virgen de los Dolores en la Montaña de Fasnia
- Ermita de la virgen del Carmen en La Zarza
- Ermita de san Isidro labrador en Sabina Alta
- Ermita de san Roque en Los Roques
- Ermita de san Silvestre en La Sombrera

### Deporte
En el municipio de Fasnia se practican multitud de deportes, entre ellos se puede encontrar: fútbol, lucha canaria, fútbol sala, baloncesto, escalada, rápel, senderismo, ciclismo, etc.

#### Fútbol
El fútbol es el deporte más practicado en el municipio. 
La escuela municipal de fútbol Fasnia Brisas del Teide es un club que compite en las categorías inferiores en el que los niños y adolescentes se forman en la práctica de este deporte, cuenta con varios equipos de diferentes categorías distribuidos según las edades.
La Unión Deportiva Fasnia Brisas del Teide es club que representa al municipio en la categoría regional. Posee una gran rivalidad con el UD Arico. Actualmente milita en la segunda categoría regional. 
En el municipio, la práctica de la lucha canaria se encuentra muy arraigada. El Club de Lucha Brisas del Teide es el representativo del municipio en este deporte, cuenta con equipos en varias categorías. 

### Fútbol sala
El Fútbol Sala La Zarza es el único club del municipio que en la actualidad participa en competiciones oficiales. Es originario de La Zarza aunque, en los últimos años, ha trasladado el lugar habitual donde disputa sus partidos desde el polideportivo de La Zarza hasta el polideportivo del casco, ya que este último es el único del municipio que cuenta con las condiciones que exige la federación. 
Tradicionalemte este deporte ha sido muy practicado en el municipio, con la organización de torneos con motivo de las fiestas patronales y la existencia de diferentes clubes en otro núcleos como Las Eras o Fasnia.

## Localidades hermanadas
- Arafo, Santa Cruz de Tenerife, España